# 시대유감
《시대유감》(時代遺憾)은 서태지와 아이들의 싱글이다. 원래 〈시대유감〉 한 곡만 수록될 예정이었으나 국내 음반시장 환경에 맞지 않는다는 이유로 기존앨범에서 네 곡을 추가하여 발매하였다.
 발매당시 CD로만 발매되었으나 추후 TAPE포맷으로도 발매되었다.

## 시대유감과 그에 얽힌 내용
1995년 9월, 4집에 수록될 〈시대유감〉에 대해 한국공연윤리위원회(공륜)는 일부 가사가 과격하며 현실을 부정적으로 그렸다는 이유로 불가판정을 내리고 수정을 요구했다. 이에 서태지는 수정 대신 보컬을 아예 빼버리고 연주곡만 앨범에 싣는 형태로 항의를 표시하였고, 당시 PC통신 상에서는 공륜을 성토하는 글이 올라오기도 했다. 같은 해 11월 8일에는 새정치국민회의의 당시 김대중 총재가 이러한 문제를 한 여고생의 편지로 접하게 된 것을 계기로 지도위원회를 열고 당내에 '서태지와 아이들 음반관련 진상조사 위원회'를 구성하여 지원하기로 했다.
1996년 6월에 사전심의제도가 폐지되면서 이를 기념해 〈시대유감〉을 싱글로 제작, 서태지와 아이들 세 멤버의 보컬이 들어간 버전을 선보였다. 90년대 초반부터 사전심의제 폐지운동을 전개하며 중추적 역할을 했던 작곡가 정태춘의 음반의 발매시기와 같이 〈시대유감〉 싱글의 원래 발매도 6월이었으나, 1995년에 앨범 가사 내용으로 고발을 당하기도 하는 등 한국공연윤리위원회와 제작사인 반도음반과의 마찰과 눈치보기 등의 이유로 한 달 정도 미뤄지게 되었다. 이에 공연윤리위원회는 "사전심의가 폐지된 '음반과 비디오에 관한 법률'이 발효된 6월 7일 이후 음반에 대해 어떤 규제도 하고 있지 않고 있다."고 강조하기도 했다.
2007년 서태지의 데뷔 15주년을 기념한 박스세트에 포함된 서태지와 아이들 4집에는 연주곡 대신 이 싱글의 〈시대유감〉이 수록되어 있으며, 2009년 개별 발매된 4집 역시 동일하다.

## 수록곡

### CD
| #  | 제목                       | 작사           | 작곡           | 편곡           | 재생 시간 |
| -- | -------------------------- | -------------- | -------------- | -------------- | --------- |
| 1. | TAIJI BOYS                 | 서태지         | 서태지         | 서태지         | 1:27      |
| 2. | 시대유감 (時代遺憾)        | 서태지         | 서태지         | 서태지         | 3:23      |
| 3. | 수시아 (誰是我)            | 서태지         | 서태지         | 서태지         | 4:05      |
| 4. | 이 밤이 깊어가지만 (Remix) | 양현석         | 서태지         | 서태지         | 5:14      |
| 5. | Free Style                 | 서태지, 김종서 | 서태지, 김종서 | 서태지, 김종서 | 3:53      |

### TAPE
| #  | 제목               | 작사·작곡 | 편곡   | 재생 시간 |
| -- | ------------------ | --------- | ------ | --------- |
| 1. | TAIJI BOYS         | 서태지    | 서태지 | 1:27      |
| 2. | 시대유감(時代遺憾) | 서태지    | 서태지 | 3:23      |
| 3. | 수시아(誰是我)     | 서태지    | 서태지 | 4:05      |

| #  | 제목                      | 작사·작곡 | 편곡           | 재생 시간 |
| -- | ------------------------- | --------- | -------------- | --------- |
| 1. | 이 밤이 깊어가지만(Remix) | 서태지    | 서태지         | 5:14      |
| 2. | Free Style                | 서태지    | 서태지, 김종서 | 3:53      |

## 참여
이 목록은 해당 앨범의 부클릿에서 발췌하였다.
| 서태지와 아이들 - 서태지: 프로듀서, 보컬, 랩, 작사(트랙 4 제외)·작곡(트랙 5 공동작곡)·편곡, 베이스 기타(트랙 5), 녹음(Techno Taiji) - 양현석: 작사(4), 랩, 백킹보컬 - 이주노: 랩, 백킹보컬 참여 음악인 - 김종서: 작곡(트랙 5 공동작곡), 보컬(5) - Michael Landau: 기타(2) - Tim Pierce: 기타(5) - Neil Stubenhaus: 베이스 기타(2) - 조시 프리스: 드럼(2) | 스태프 - 김국 - 공동 프로듀서, 녹음(Bay 스튜디오) - Jason Roberts(Ocean Way 스튜디오) - 녹음 - Larrabee 스튜디오(LA), Image 스튜디오(LA) - 믹싱 - Michael Scotella(Ocean Way Studio), Lamont Hyde(Larrabee Studio) - 보조 엔지니어 - Jason Arnold(Capital Record Tower Mastering, LA) - 마스터링 - 김호종(사운드 비전, 서울) - 마스터링 - 전상일 - 글, 그림, 디자인 |

## 인용
1. ↑  한겨레 (1996년 5월 31일). “'시대유감'가사 되살려 15일께 내놓기로”. 한겨레.
2. ↑  경향신문 (1996년 6월 3일). “'시대유감'원본수록 앨범 판매”. 경향신문.
3. ↑  오광수 (1995년 9월 29일). “내달 발매 서태지 신곡 음반 가사내용 싸고 공륜과 대립”. 경향신문.
4. ↑  김규원 (1995년 9월 29일). “"정직한 사람들의 시대는 갔어" 서태지 새 노래 가사 심의논란”. 한겨레.
5. ↑  김성호 (1995년 11월 9일). “'서태지 문제'조사단 구성”. 한겨레.
6. ↑  정용관 (1996년 7월 30일). “DJ와 TJ 김대중 총재, 서태지 영상콘서트 축하”. 동아일보.
7. ↑  허엽 (1996년 6월 5일). “음반심의제 7일 폐지”. 동아일보.
8. ↑  김규원 (1996년 6월 7일). “'아 대한민국', '92년 장마..' 정태춘 두 앨범 햇빛본다”. 한겨레.
9. ↑  김규원 (1995). “서태지 음반가사 또 도마위에 공륜"심의때와 다르다" 고발”. 한겨레.
10. ↑  김규원 (1996년 7월 5일). “서태지'시대유감'미니앨범 발매 늦어진 속사정 겁먹은 제작사 공륜 눈치보기”. 한겨레.
11. ↑  오광수 (1996년 7월 24일). “서태지 '시대유감' 햇빛”. 경향신문.
12. ↑  《시대유감》 라이너 노츠